# Musée de la bataille de Legnica
Le musée de la bataille de Legnica est situé à Legnickie Pole, à une dizaine de kilomètres de la ville de Legnica. C'est une filiale du musée du Cuivre à Legnica, ouverte en 1961 à l’église Sainte-Trinité-et-Sainte-Marie à Legnickie Pole afin de populariser l’une des batailles les plus importantes dans la Pologne de Moyen Âge – la bataille de Legnica de 1241. À côté du musée, sont situés les mémoriaux des soldats allemands de Legnickie Pole. 
L’église gothique du tournant des XIIIe et XIVe siècles où se trouve l’exposition principale du musée, a été créée dans le lieu de la découverte de corps de duc Henri II le Pieux. À l’église, on a enterré plusieurs combattants de la bataille, c’est pourquoi elle est devenue le lieu de pèlerinage (jusqu’à la Réforme). L’exposition permanente, basée sur les recherches contemporaines, a été ouverte en 1991, au 750e anniversaire de la bataille. Parmi les objets exposés, on peut voir l’armement utilisé par les Polonais et les Mongols (les arcs, les arbalètes, les épées, les boucliers, les casques, les haches, les cottes de mailles), les anciennes illustrations de la bataille et la réplique de la tombe d’Henri II le Pieux. La galerie des sculptures contemporaines faites en bois de tilleul et situées autour du musée fait la référence à la bataille de Legnica.
En octobre 2016, après quelques années de reconstruction du musée, on a inauguré la nouvelle exposition permanente. 